# SN 2006on
SN 2006on – supernowa typu Ia odkryta 11 listopada 2006 roku w galaktyce A215558-0104. W momencie odkrycia miała maksymalną jasność 20,70m.